# 龙江长柄姬小蜂
龙江长柄姬小蜂（学名：Hemiptarsenus longjiangensis），一种于中国黑龙江省伊春市大箐山县凉水国家级自然保护区（原属伊春市带岭区）发现的昆虫，隶属于膜翅目姬小蜂科长柄姬小蜂属。

## 鉴别特征
触角柄节（scape）黄色，顶端1/3的背面为深棕色，梗节（pedicel）和鞭节（flagellum）深棕色。后胸小盾片（metascutellum）网状。并胸腹节（propodeum）的长度几乎与中胸小盾片（mesoscutellum）长度一样，具强烈网纹，具中脊（median carina）和侧褶（plicae）。柄后腹（gaster）从基部至端部具有一个大的、居中的、黑色斑块，第1－5背板边缘黄色。中躯（mesosoma）与后躯（mesosoma）几乎等长。